# Западноамериканский бычерыл
Западноамериканский бычерыл (лат. Rhinoptera steindachneri) — вид хрящевых рыб рода бычерылов семейства орляковых скатов отряда хвостоколообразных надотряда скатов. Эти скаты обитают в тропических и субтропических водах центрально-восточной и юго-восточной части Тихого океана. Встречаются на глубине до 65 м. Максимальная зарегистрированная ширина диска 104 см. Грудные плавники этих скатов срастаются с головой, образуя ромбовидный диск, ширина которого превосходит длину. Рыло массивное, плоское, передний край почти прямой с выемкой посередине. Тонкий хвост длиннее диска.
Подобно прочим хвостоколообразным западноамериканские бычерылы размножаются яйцеживорождением. Эмбрионы развиваются в утробе матери, питаясь желтком и гистотрофом. Эти скаты образуют многочисленные стаи и совершают миграции. Эти скаты представляют интерес для коммерческого промысла. Иногда их содержат в публичных аквариумах.

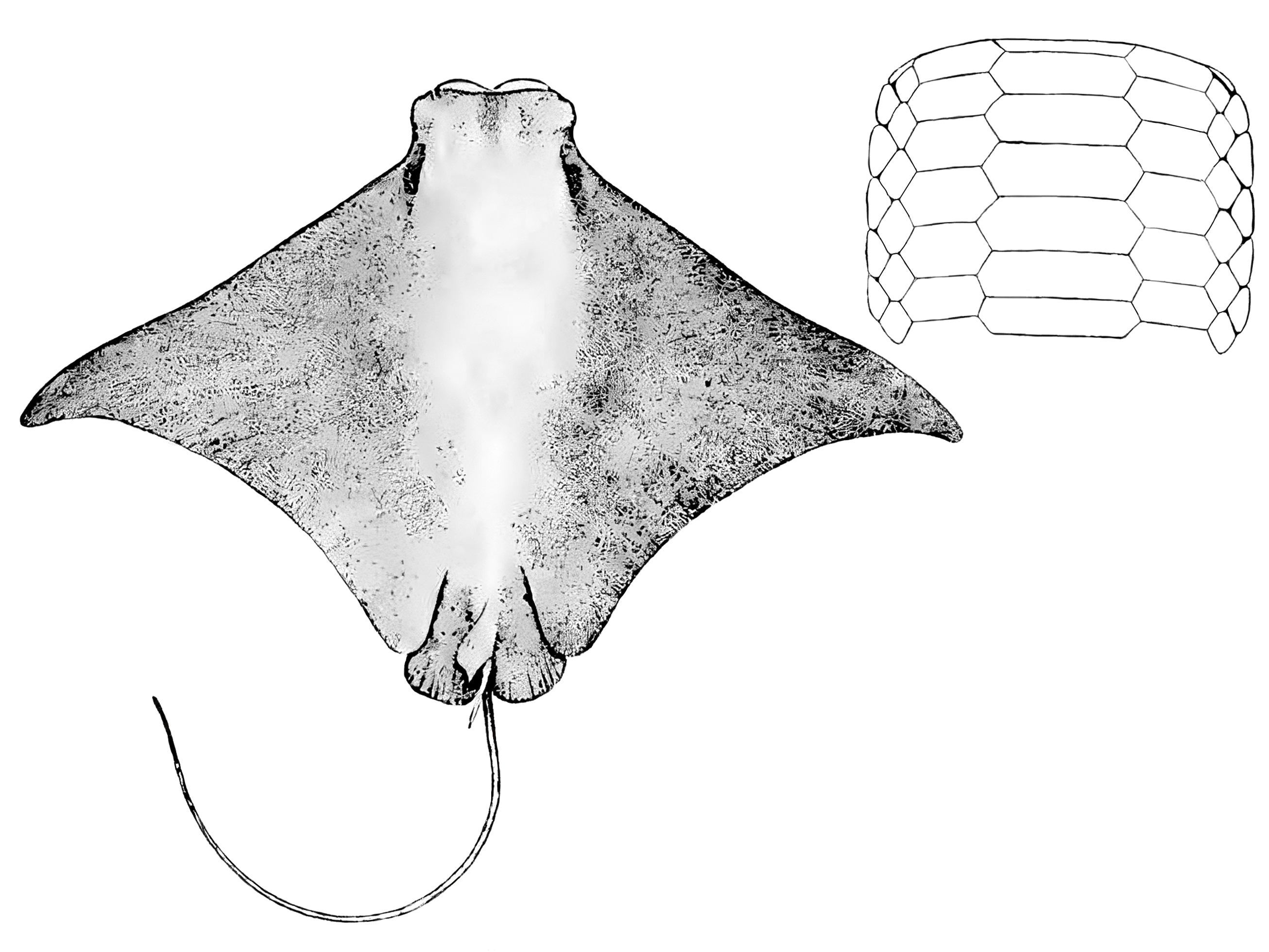
Оригинальное изображение западноамериканского бычерыла

## Таксономия
Впервые вид научно описан в 1871 году. Вид назван в честь австрийского зоолога Франца Штейндахнера за его вклад в американскую ихтиологию.

## Ареал
Западноамериканские бычерылы обитают у восточного побережья Северной и Центральной Америк в прибрежных водах Колумбии, Коста-Рики, Эквадора, Сальвадора, Гватемалы, Гондураса, Мексики, Никарагуа, Панамы и Перу. Встречаются у коралловых и скалистых рифов от зоны прибоя до глубины 25 м, хотя иногда опускаются до 65 м на границу обрыва мелководья. Предпочитают песчаное дно. Иногда эти скаты совершают прыжки над водой.

## Описание
Грудные плавники западноамериканских бычерылов, основание которых расположено позади глаз, срастаются с головой, образуя ромбовидный плоский диск, ширина которого превышает длину, края плавников имеют форму заострённых («крыльев»). Голова широкая с расставленными по бокам глазами и двумя шишковидными лопастями на рыле. Эти скаты отличаются от прочих хвостоколообразных выступами переднего контура хрящевого черепа и субростральным плавником с двумя лопастями. Зубы образуют единую трущую поверхность. Позади глаз расположены брызгальца. Кнутовидный хвост длиннее диска. На вентральной поверхности диска имеются 5 пар жаберных щелей, рот и ноздри. Максимальная зарегистрированная ширина диска 104 см.

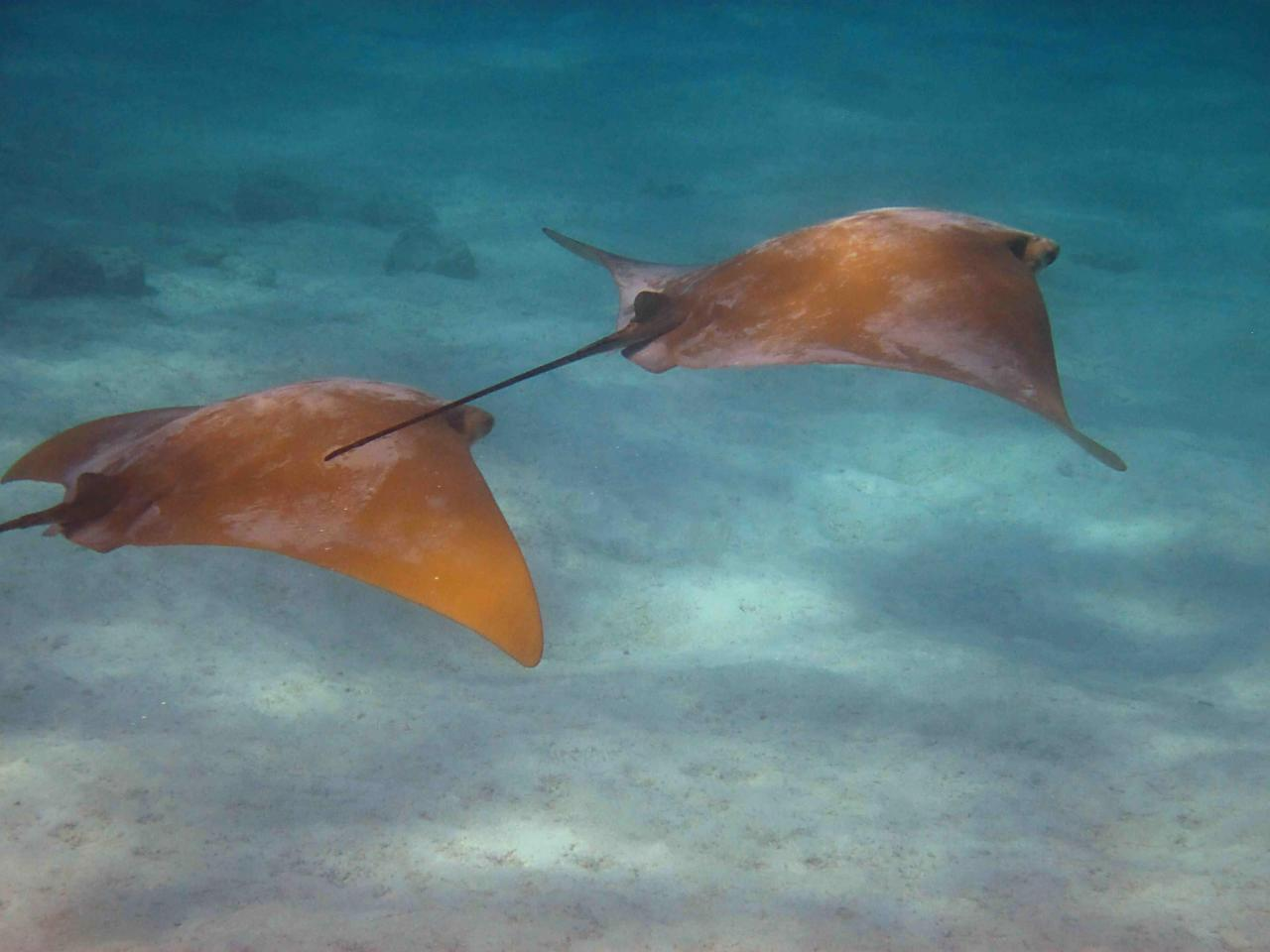
Западноамериканские бычерылы могут собираться в большие стаи

## Биология
Западноамериканские бычерылы могут собираться в многочисленные стаи, иногда смешанные с обыкновенными пятнистыми орляками. Они совершают миграции, вероятно, связанные с изменением температуры воды. В Калифорнийском заливе весной они уплывают на север, а осенью возвращаются на юг. Подобно прочим хвостоколообразным они относятся к яйцеживородящим рыбам. Эмбрионы развиваются в утробе матери, питаясь желтком и гистотрофом. У самок имеется один функциональный яичник. Самки приносят потомство в конце июня и в июле. Беременность длится около 10—12 месяцев. В помёте 1 новорождённый. Вскоре после родов самки вновь готовы к спариванию и оплодотворению. В северной части Калифорнийского залива самцы и самки достигают половой зрелости примерно при одинаковом размере. У самой мелкой из пойманных взрослых самок диск имел ширину 65, а у самой крупной неполовозрелой особи 72 см. У самцов половая зрелость наступает при ширине диска 64—78 см. Рацион этих скатов в основном состоит из донных ракообразных и моллюсков, их зубы хорошо приспособлены дробить твёрдые панцири и раковины.
На западноамериканских бычерылах паразитируют цестоды Duplicibothrium cairae, Duplicibothrium paulum, Halysioncum bonasum, Halysioncum mexicanum, Halysioncum fautleyae и Serendip deborahae.

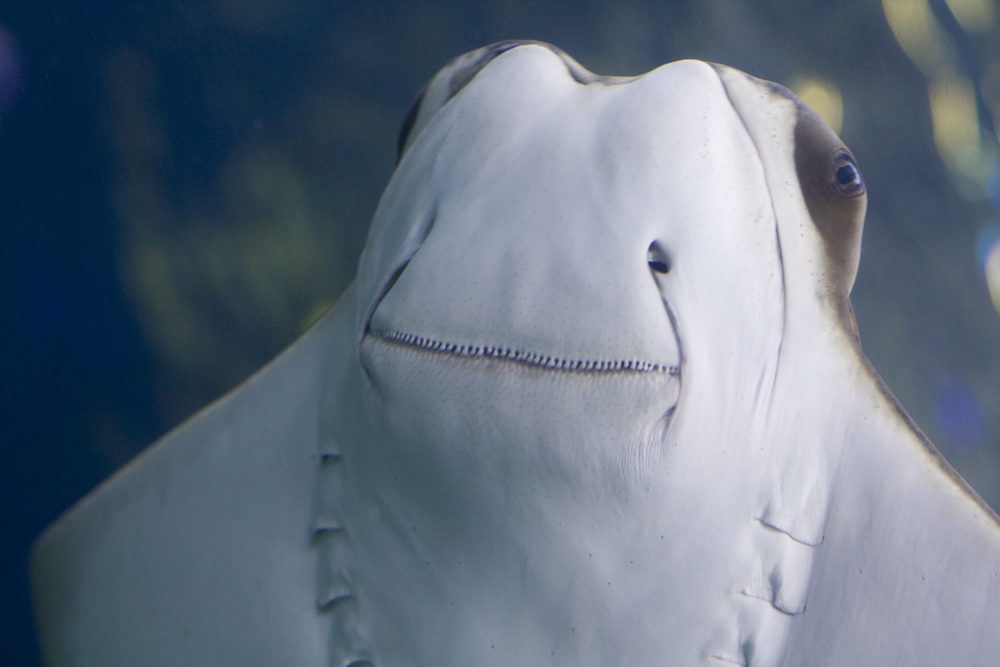
Вентральная поверхность головы западноамериканского бычерыла

## Взаимодействие с человеком
Западноамериканские бычерылы являются объектом кустарного целевого промысла в Калифорнийском заливе и в водах Южной Нижней Калифорнии. Они попадаются в качестве прилова в жаберные сети и ярусы у побережья Мексики. Средняя ширина диска самок, попадающихся в Калифорнийском заливе, составляет 64,4+11,8 см, а самцов 64,2+14 см. Северо-западное побережье Мексики в последнее время активно используется для разведения креветок, что, вероятно, может негативно сказаться на численности западноамериканских бычерылов, поскольку в эти места они приплывали кормиться и размножаться. Международный союз охраны природы присвоил этому виду Охранный статус «Близкий к уязвимому положению». Этих скатов иногда содержат в публичных аквариумах.